# Cretaceogekko
Cretaceogekko es un género extinto de geco (representado solo por la especie tipo Cretaceogekko burmae) conocido a partir de un único espécimen parcial preservado en ámbar del Cretácico Inferior de Birmania. El espécimen fue hallado en el Valle Hukawng en 2001 y el género y la especie fueron nombrados por E. Nicholas Arnold y George Poinar en 2008. El ejemplar incluye un pie y una cola parcial. Cretaceogekko es el geco más antiguo conocido, antecediendo a Gobekko del Cretácico Superior y a Yanatarogecko del Paleógeno, los cuales también se han preservado en ámbar.
El pie preservado muestra que Cretaceogekko ya poseía las pequeñas bordes en las almohadillas adhesivas de los pies que le permiten a los gecos modernos sostenerse en superficies verticales. Cretaceogekko tenía un patrón rayado en la piel que probablemente le servía para camuflarse.